# Dactyloceras lucina
Dactyloceras lucina là một loài bướm đêm thuộc họ Brahmaeidae. Nó được tìm thấy ở miền trung và west châu Phi.